# Bowles (Califórnia)
Bowles é uma Região censo-designada localizada no Estado americano da Califórnia, no Condado de Fresno.

## Geografia
A área total da cidade é de 1,0 km² (0,4 mi²), sendo tudo coberto por terra.

## Demografia
De acordo com o censo de 2000, a densidade populacional é de 184,9/km² (473,3/mi²) entre os 182 habitantes, distribuídos da seguinte forma:
- 64,29% caucasianos
- 0,55% afro-americanos
- 0,55% nativo americanos
- 3,85% asiáticos
- 28,02% outros
- 2,75% mestiços
- 42,86% latinos

Existem 29 famílias na cidade, e a quantidade média de pessoas por residência é de 3,66 pessoas.

## Localidades na vizinhança
O diagrama seguinte representa as localidades num raio de 16 km ao redor de Bowles. 